# LA Direct Models
LA Direct Models — агентство талантов для порнографических исполнителей, организованное в 2000 году порноактёром Дереком Хэем.

## История
Первоначально базируясь в Лондоне, агентство бронировало работу в фильмах для взрослых в США для британских женщин. В следующем году, когда спрос вырос, Хэй и его тогдашняя девушка, порноактриса Ханна Харпер, перенесли штаб-квартиру агентства в однокомнатную квартиру в Лос-Анджелесе. Их офисы с тех пор переехали в Кауенга Пасс, Голливуд, в то же здание, что и офисы порностудии Vivid Entertainment. Осенью 2014 года агентство открыло новый офис в Лас-Вегасе, штат Невада, и покинуло здание Vivid.
LA Direct Models представляет около 130 женщин и 30 мужчин, в том числе Тори Блэк, Кэгни Линн Картер, Алексис Тексас и Лекси Белл. Гавана Джинджер стала первым контрактным исполнителем агентства в 2005 году, а в 2008 году Кимбер Джеймс стала первым транссексуальным исполнителем. В 2008 году LA Direct Models, Lisa Ann Talent Management и The Lee Network создали сеть для обработки заказов на стриптизёров. LA Direct Models теперь также представляет специалистов индустрии, таких как режиссёры и визажисты.
В 2008 году агентство запустило новостной сайт о развлечениях для взрослых L. A. Direct News.